# Dalhousie University

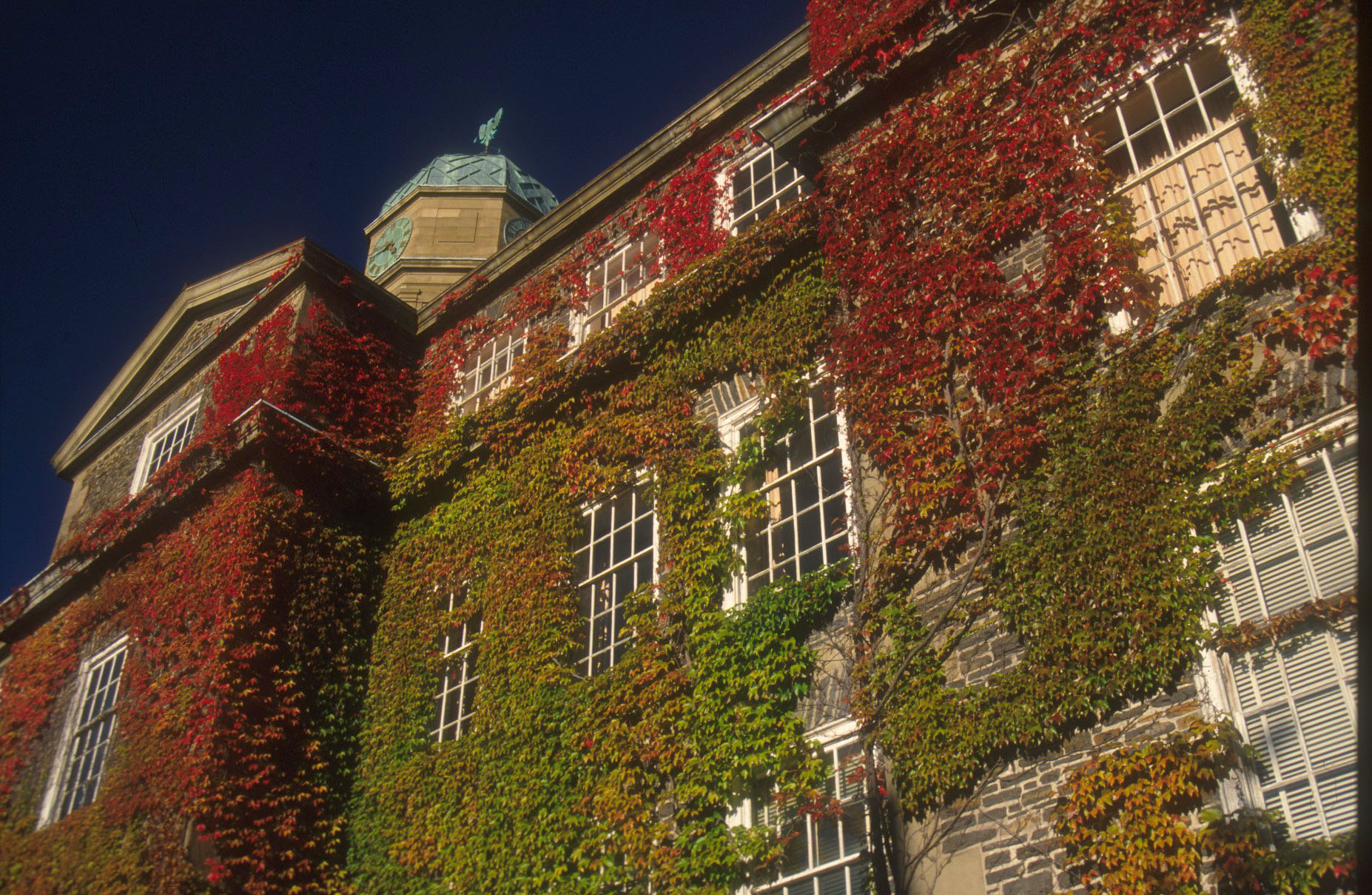
Henry Hicksbyggnaden, Dalhousie Universitet

Dalhousie University är ett universitet med säte i staden Halifax i provinsen Nova Scotia i Kanada. Universitetet grundades 1818 av Nova Scotia Lieutenant Regulator George Ramsay, 9:e earl av Dalhousie. Det är den största högskolan i Kanadas maritima provinser.
Dalhousie är erkänt bland de ledande forskningsinstitutioner i Kanada. Den är en medlem av den så kallade U15, en grupp ledande kanadensiska universitet.
Dalhousie University placerade sig på plats 651-700 2020 i QS Universitetsvärldsrankning över världens bästa universitet.